# László Gonda
László Gonda (ur. 24 kwietnia 1988 w Tatabányi) – węgierski szachista, arcymistrz od 2010 roku.

## Kariera szachowa
W latach 2000–2006 wielokrotnie reprezentował Węgry na mistrzostwach świata i Europy juniorów w różnych kategoriach wiekowych, zdobywając dwa medale: srebrny (Oropesa del Mar 2000 – MŚ do 12 lat) oraz brązowy (Oropesa del Mar 2001 – MŚ do 14 lat). W 2006 r. zdobył w Balatonlelle tytuł drużynowego wicemistrza Europy juniorów do 18 lat. Był również wielokrotnym medalistą mistrzostw kraju juniorów, w tym  złotym (Paks 2000 – do 12 lat) oraz dwukrotnie srebrnym (Balatonlelle 2001 – do 14 lat, Miszkolc 2004 – do 16 lat). W 2008 r. zdobył w Olbii srebrny medal w drużynowym turnieju o Puchar Mitropa.
W latach 2001, 2003, 2005 i 2006 (wspólnie z Matthieu Cornette) zwyciężył w cyklicznych turniejach Frist Saturday w Budapeszcie (edycje IM). Normy na tytuł arcymistrza wypełnił w Zalakaros (2006, dz. I miejsce wspólnie z Davidem Berczesem, Viktorem Erdosem, Gyulą Saxem) oraz dwukrotnie w 2010 r. w Budapeszcie, w turniejach First Saturday (edycje FS03 GM oraz FS04 GM – w obu przypadkach zajmując I miejsca).
Do innych jego sukcesów w turniejach międzynarodowych należą m.in.:
- I m. w Budapeszcie (2003, turniej Tapolca Evadnyito Open),
- I m. w Mindszentkalli (2003),
- I m. w Kaposvarze (2004),
- dz. I m. w Peczu (2005, wspólnie z Norbertem Bodo(inne języki)),
- I m. w Salgotarjanie (2005),
- I m. w Budapeszcie (2006, turniej Evadnyito Open),
- I m. w Balatonlelle – dwukrotnie (2006, 2007),
- dz. I m. w Davos (2007, wspólnie z Imre Herą i Bjørnem Tillerem(inne języki)),
- I m. w Nyiregyhazie – dwukrotnie (2007, 2010),
- I m. w Heviz (2008),
- dz. I m. w Heviz (2009, wspólnie z Peterem Horvathem),
- II m. z Zurychu (2014, za Arkadijem Naiditschem)[4].

Najwyższy ranking w dotychczasowej karierze osiągnął 1 stycznia 2014 r., z wynikiem 2565 punktów zajmował wówczas 13. miejsce wśród węgierskich szachistów.